# Guerra civil afgana (1989-1992)
La guerra civil afgana (1989-1992) ocurrió desde la retirada soviética de Afganistán el 15 de febrero de 1989 hasta el 27 de abril de 1992, el día después de la proclamación de los Acuerdos de Peshawar que proclamaban un nuevo gobierno interino afgano que se suponía que comenzaría a servir el 28 de abril de 1992.
Los grupos muyahidines, algunos de ellos más o menos unidos en la Unidad Islámica de Afganistán Mujahideen, en los años 1989-1992 proclamaron como su convicción de que estaban luchando contra el "régimen títere" hostil de la República de Afganistán en Kabul. En marzo de 1989, los grupos muyahidines Hezb-e Islami Gulbuddin e Ittehad-e Islami en cooperación con la Inter-Services Intelligence (ISI) atacaron Jalalabad pero fueron derrotados en junio.
En marzo de 1991, una coalición de muyahidines conquistó rápidamente la ciudad de Jost. En marzo de 1992, habiendo perdido los últimos restos del apoyo soviético, el presidente Mohammad Najibullah acordó hacerse a un lado y dar paso a un gobierno de coalición muyahidín. Un grupo de muyahidines, Hezb-e Islami Gulbuddin, se negó a conferenciar y discutir un gobierno de coalición bajo los Acuerdos de Paz de Peshawar patrocinados por Pakistán e invadió Kabul. Esto dio inicio a una guerra civil, que comenzó el 25 de abril de 1992, entre inicialmente tres, pero en unas semanas cinco o seis grupos o ejércitos muyahidines.

## Antecedentes
En octubre de 1978, los opositores a las reformas del gobierno del Partido Democrático Popular de Afganistán (PDPA), incluida la modernización de las leyes tradicionales islámicas civiles y matrimoniales, el cambio de la bandera nacional a una bandera roja al estilo soviético y la forzada de la reforma agraria, iniciaron una revuelta y se llamaban a sí mismos muyahidines.
La Unión Soviética, que había estado apoyando a la República Democrática de Afganistán económica y militarmente desde 1919 y a principios de 1979, había enviado a cientos de asesores militares y civiles a Afganistán después de una solicitud del presidente Nur Muhammad Taraki, en diciembre. 1979 invadió Afganistán con su 40.º ejército, alrededor de 75.000 efectivos, mató al nuevo presidente Hafizullah Amin e instaló al leal soviético Babrak Karmal como presidente de un régimen del PDPA organizado y respaldado por los soviéticos.
A pesar de una resolución de la Asamblea General de la ONU condenando la intervención soviética de 1979 para resguardar al PDPA y la Organización de Cooperación Islámica exigiendo la retirada soviética inmediata, los rusos se quedaron hasta principios de 1989. Se las arreglaron para tomar el control de las principales ciudades e instalaciones estratégicas, lo que agudizó los sentimientos nacionalistas entre los rebeldes que llevó a las tropas soviéticas a la guerra con levantamientos urbanos y ejércitos tribales. Los soviéticos arrasaron aldeas, destruyeron acequias y colocaron millones de minas en un intento de erradicar a los rebeldes muyahidines. En esos nueve años, entre 1⁄2 y 2 millones de afganos murieron y millones fueron desplazados, y en gran número huyeron a países vecinos.
El nuevo líder soviético Mijaíl Gorbachov, asumiendo el mando en 1985, presionado por la República Popular China, anunció en 1987 su intención de retirarse de Afganistán, retirada que tuvo lugar entre mayo de 1988 y febrero de 1989.
El movimiento de resistencia de los muyahidines había comenzado de manera caótica en 1978 y siempre se había mantenido muy segmentado a lo largo de líneas regionales, étnicas, tribales y religiosas: después de cuatro años, los muyahidines operaban desde unas 4.000 bases, un comandante típico al frente de unos pocos cientos de hombres. En 1985, siete grupos rebeldes islámicos sunitas más grandes habían coordinado su lucha contra los soviéticos, que también eran conocidos como la Alianza Peshawar 7 Mujahideen respaldada por Pakistán. Después de que los soviéticos abandonaran Afganistán en febrero de 1989, los muyahidines aún segmentados continuaron su lucha contra el gobierno del presidente Mohammad Najibullah, que todavía contaba con el apoyo masivo de la Unión Soviética y, por lo tanto, se consideraba que dirigía un "régimen títere hostil".

## Caída del Afganistán socialista

### El gobierno de Najibullah se debilita (marzo de 1990 a enero de 1992)/Disensiones internas
A pesar de sus éxitos militares, el régimen comunista del presidente Mohammad Najibullah todavía estaba plagado de sus tradicionales divisiones internas, a saber, la oposición entre las facciones Khalq y Parcham.
El ministro de Defensa de la DRA, Shahnawaz Tanai, no estuvo de acuerdo con la política de Reconciliación Nacional de Najibullah con los muyahidines. También se había convencido de que su facción Khalq estaba perdiendo su parte del poder a favor del Parcham de Najibullah. Por estas razones, entabló negociaciones secretas con Gulbuddin Hekmatyar y conspiró contra Najibullah. Lanzado el 6 de marzo de 1990, su golpe fracasó, a pesar de casi matar a Najibullah, y Tanai se vio obligado a huir a Pakistán, donde se unió a Hekmatyar. Siguió una severa represión, ya que Najibullah ordenó que el ejército fuera purgado de los partidarios de Tanai. En los enfrentamientos que siguieron, varios aeropuertos fueron bombardeados, dañando 46 aviones militares. Este episodio reforzó las sospechas de Najibullah y lo llevó a gobernar a través de sus aliados personales en lugar del aparato gubernamental, profundizando aún más la brecha entre Khalqis y Parchamis.

### Crisis económica
En 1992, Afganistán estaba en una situación desesperada. Las reservas de gas natural, la única exportación de Afganistán, se habían secado desde 1989, lo que hacía que el país dependiera por completo de la ayuda soviética. Esto equivalía a 230.000 toneladas de alimentos al año, pero en 1991, la economía soviética estaba tambaleándose, lo que impidió que los soviéticos cumplieran sus compromisos.
En agosto de 1991, tras su llegada al poder, Boris Yeltsin anunció que se reduciría toda la asistencia directa al régimen de Najibullah. En enero de 1992, la Fuerza Aérea de Afganistán, que había resultado vital para la supervivencia del régimen, ya no podía volar ningún avión por falta de combustible. El ejército sufrió una abrumadora escasez de alimentos, lo que provocó que la tasa de deserción aumentara en un 60 por ciento entre 1990 y 1991.
Las milicias progubernamentales que habían crecido para reemplazar al ejército en muchas de sus asignaciones, eran fieles al régimen solo mientras éste pudiera entregar suficientes armas para permitirles conservar su poder. Con el fin de la ayuda soviética, el gobierno ya no pudo satisfacer estas demandas y la lealtad de las milicias comenzó a flaquear.
Finalmente, después de las negociaciones entre el general comunista Abdul Rashid Dostum y Ahmad Shah Masud, la milicia de Junbish desertó y se pasó a los muyahidines. Este cambio de suerte cambió efectivamente las tornas a favor de la resistencia y obligó a Najibullah a dimitir.

## Secuelas
El resto de abril, y mayo-junio de 1992, estalló la guerra civil por el control de Kabul, entre al menos cinco ejércitos, la mayoría de ellos muyahidines (partidos de resistencia islámica), la mayoría patrocinados por estados extranjeros o agencias de inteligencia: Hezb- e Islami Gulbuddin, Jamiat-e Islami, Junbish-i Milli, Ittehad-e Islami y Hezb-i Wahdat. A fines de 1992, miles de personas habían muerto, medio millón de residentes habían huido de Kabul, la ciudad gravemente dañada. Los grupos formaban alianzas y las rompían, los acuerdos de paz se intentaban y fracasaban. La guerra se expandió por todo Afganistán. En noviembre de 1994, un nuevo grupo y ejército de inspiración islámica, los talibanes, entraron en escena. Gradualmente fueron ganando terreno y en septiembre de 1996 conquistaron Kabul. El único grupo que quedó para oponerse a los talibanes fue Jamiat-e Islami, quien estuvo involucrado en un conflicto con los talibanes entre 1996 y 2001. Se defendieron desde el noreste del país y los talibanes nunca pudieron controlar todo Afganistán.
Los talibanes gobernaron la mayor parte de Afganistán hasta octubre de 2001, cuando fueron destronados por una coalición de los Estados Unidos de América con la Alianza del Norte formada por Jamiat-e Islami, Shura-e Nazar, Junbish-i Milli, Eastern Shura, Harakat-e Islami y Hezb-e Wahdat. La ONU y Estados Unidos impulsaron un nuevo gobierno liderado por Hamid Karzai, a quien Ashraf Ghani sucedió en 2014. Sin embargo, a partir de noviembre de 2020, la guerra todavía se libraba en Afganistán entre los talibanes y el gobierno oficial.